# Tropske kišne šume na Sumatri
Tropske kišne šume na Sumatri su Uneskova svjetska baština koju čine tri nacionalna parka na indonezijskom ostrvu Sumatri. Onе su upisanе na spisаk mesta svetske baštine u Aziji 2004. godine zbog „svoje izvanredne slikovite lepote, kao jedinstveni lokaliteti neprekidnih ekoloških i bioloških procesa u kojima obitava značajan broj endemskih vrsta”. Godine 2011. Tropske kišne šume na Sumatri su upisane i na spisak mesta ugrožene svetske baštine zbog „podizanja svesti o potrebi zaštite protiv krivolova, ilegalne seče drva i bespravnog krčenja šume za stvaranje poljoprivrednog zemljišta i puteva, koji prete ovoj svetskoj baštini”.
Tropske kišne šume na Sumatri sačinjavaju tri indonezijska nacionalna parka: Nacionalni park Gunung Leuser, Nacionalni park Kerinci Seblat i Nacionalni park Bukit Barisan Selatan. Lokalitet je naveden pod Kriterijumom vii - izuzetna lepota pejzaža; ix- izuzetan primer koji predstavlja značajne tekuće ekološke i biološke procese; i x- sadrži najvažnija i najznačajnija prirodna staništa za in-situ konzervaciju. Nasleđe tropskih prašuma Sumatre je stavljeno na listu opasnosti od 2011. godine kako bi se pomoglo u prevazilaženju pretnji koje predstavljaju krivolov, ilegalna seča šuma, zadiranje u poljoprivredu i planovi za izgradnju puteva kroz ovu lokaciju.

## Odlike
Tropske kišne šume na Sumatri se sastoje od tri nacionalna parka: Gunung Leuser (GLNP) (8.629,75 km²), Kerinci Seblat (KSNP) (13.753,5 km²) i Bukit Barisan Selatan (BBSNP) (3.568 km²) koji zajedno čine 25.000 km² zaštićenog područja. U samo poslednjih 50 godina samo su ova tri područja preostala od nekada prostrane tropske kišne šume koja je prekrivala celo ostrvo Sumatru. Sva tri nacionalna parka se nalaze na kičmi planina Bukit Barisan, poznatima kao „Andi Sumatre”, te predstavljaju značajnu planinsku pozadinu razvijenih nizinskih područja Sumatre u dužini od 1.650 km. U tom području se nalaze slikovita područja najvišeg jezera jugoistočne Azije, Gunug Tujuh, divovski vulkan Kerinci, te brojni drugi manji vulkani i ledenjačka jezera u gustim šumama.
Sva tri parka se odlikuju velikom raznovršnošću živog sveta (bioraznolikost), te u njima obitava oko 10.000 biljnih vrsta, od kojih je 17 ugroženih rodova. To čini 50% biljnih vrsta Sumatre, među kojima je i najveći cvet na svetu (Rafflesia arnoldi) i najviši cvet na svetu (Amorphophallus titanum).
Tu se nalazi i više od 200 vrsta sisara, od kojih su 465 autohtonih vrsta, 22 azijskih vrsta, 15 vrsta se mogu samo naći u Indoneziji, a više od 21 vrste su endemi, poput jako ugroženog sumatranskog orangutana.
| Slika                            | Područje              | Osnivanje i površina | Lokacija                                         | Koordinate                                 | Odlike |
| -------------------------------- | --------------------- | -------------------- | ------------------------------------------------ | ------------------------------------------ | --- |
| Rezervat orangutana Bukit Lavang | Gunung Leuser         | 1980. (8.629,75 m²)  | Granica pokrajina Severna Sumatra i Aceh         | 3° 30′ N 97° 30′ E / 3.500° С; 97.500° И   | Nacionalni park Gunug Leuser je dug 150 km i preko 100 km širok i pretežno je planinski. On pokriva većinu zapadnog dela planine Barisan, zapadnog Alasa i istočnog Barisana, a podeljen je napola dolinom Alas. Neke od važnijih vrsta koje žive tu su: orangutan, Sumatranski nosorog, i svinjorepi majmun, Ruekova plava muvarica (Cyornis ruckii) i belokrila šumska patka (Asarcornis scutulata); te biljke: i . |
|                                  | Kerinci Seblat        | 1999. (13.750 km²)   | Zapadna Sumatra, Jambi, Bengkulu i Južna Sumatra | 2° 25′ S 101° 29′ E / 2.417° Ј; 101.483° И | Nacionalni park Kerinci Sablat u središtu Sumatre se proteže 350 km niz planine Bukit Barisan. Tri četvrtine parka čini litica planine, a njegova najviša tačka je veličanstveni aktivni vulkan Gunung Kerinci, koji je sa 3.805 m najviši vrh u Sumatre i najviši vulkan u Indoneziji. On je aktivan. U njegovoj neposrednoj blizini je izuzetno lepo kratersko jezero Gunung Tujuh na visini od 1.996 m. Od 18 endemskih i 71 ugroženih vrsta životinja ističu se sisari: bornejski oblačasti leopard, azijski tapir i sumatranski nosorog, te ptice: belokrila šumska patka i sumatranska kukavica. Od biljaka najpoznatije su: i . |
| Sumatranski nosorog              | Bukit Barisan Selatan | 1982. (3.568 km²)    | Lampung, Bengkulu i Južna Sumatra                | 5° 15′ S 104° 10′ E / 5.250° Ј; 104.167° И | Nacionalni park Bukit Barisan Selatan je takođe 350 km dug, ali samo 45 km širiok u proseku. Severne dve trećine su planinsko područje, u proseku 1.500 m visine s najvišom tačkom vrha Gunung Pulung, visine 1.964 m. Južna polovina je niža, 90 km je poluostrvo i park graniči s morem polovinom svoje dužine. Desetak reka potiče kroz park, a postoji i nekoliko jezera i termalnih izvora. Od 8 endemskih i 25 ugroženih vrsta životinja najvažnije su: sumatranski nosorog, sumatranski slon (Elephas maximus sumatranus), sumatranski tigar, sumatranski zec (Nesolagus netscheri) i sedmopruga usminjača.                                                                  |

## Literatura
- Ronald G. Petocz, Conservation and Development in Irian Jaya, 1989, Leiden: E.J. Brill.
- Tomich, P. T.; Noordwijk, V. M.; Vosti, A. S.; Witcover, J (1998). „Agricultural development with rainforest conservation: methods for seeking best bet alternatives to slash-and-burn, with applications to Brazil and Indonesia”. Agricultural Economics. 19: 159—174. doi:10.1016/S0169-5150(98)00032-2.
- Barton, Huw; Denham, Tim; Neumann, Katharina; Arroyo-Kalin, Manuel (2012). „Long-term perspectives on human occupation of tropical rainforests: An introductory overview”. Quaternary International. 249: 1—3. Bibcode:2012QuInt.249....1B. doi:10.1016/j.quaint.2011.07.044.
- Bailey, R. C.; Head, G.; Jenike, M.; Owen, B.; Rechtman, R.; Zechenter, E. (1989). „Hunting and gathering in tropical rainforest: is it possible”. American Anthropologist. 91 (1): 59—82. doi:10.1525/aa.1989.91.1.02a00040.
- Pieter J.H. van Beukering; Herman S.J Cesar; Marco A. Janssen (2003). „Economic valuation of the Leuser National Park on Sumatra, Indonesia”. Ecological Economics. 44 (1): 43—62. doi:10.1016/S0921-8009(02)00224-0.
- „Mt. Leuser National Park evictions on hold”. thejakartapost.com.
- "Road-building Plans Threaten Tigers - Jakarta Post April 28 2011" Архивирано 2014-01-02 на сајту
- „"No humour, not this time - Debbie Martyr, 21st Century Tiger"”. Архивирано из оригинала 2014-01-02. г. Приступљено 2013-03-29.
- Hendra Gunawan (8. 2. 2015). „Kucing Emas Langka Tertangkap Kamera di TNKS Jambi”.
- SOS Rhino : Rhino population at Indonesian reserve drops by 90 percent in 14 years Архивирано 2012-09-06 на сајту
- „Foreign students get up close and personal with Sumatran elephants”. 27. 6. 2012. Архивирано из оригинала 29. 6. 2012. г.
- Levang, Patrice; Sitorus, Soaduon; Gaveau, David; Sunderland, Terry (2012). „Landless Farmers, Sly Opportunists, and Manipulated Voters: The Squatters of the Bukit Barisan Selatan National Park (Indonesia)”. Conservation and Society. 10 (3): 243—255. ISSN 0972-4923. JSTOR 26393081. doi:10.4103/0972-4923.101838.
- WWF Indonesia: "Bukit Barisan Selatan National Park" Архивирано 2020-02-12 на сајту
- Leow, Claire (19. 1. 2007). „Nestlé to scrutinize Indonesia coffee amid wildlife-endangerment fears”. International Herald Tribune. Архивирано из оригинала 22. 1. 2007. г. Приступљено 12. 6. 2017.

## Spoljašnje veze
- Nacionalni park Gunung Leuser (indn.)
- Ministarstvo šumarstva: kratak opis (језик: енглески)
- Taman Nasional Bukit Barisan Selatan (језик: енглески)
- WWF: Illegally grown coffee threatens tiger habitat in Indonesia (језик: енглески)
- „Travel Blog Indonesia”.